# Kim Manners
Kim Manners (ur. 13 stycznia 1951, zm. 25 stycznia 2009 w Los Angeles) – amerykański reżyser, aktor i producent filmowy.
Zmarł na raka płuc.

## Filmografia

### Filmy

#### Reżyseria
- 2003: Alaska
- 1994: Stare wygi (Greyhounds)
- 1991: The 100 Lives of Black Jack Savage
- 1991: K-9000

#### Jako aktor
- 1970: Halls of Anger jako Aislan

#### Produkcja
- 1996: The X-Files: The Unopened File (producent)

### Seriale

#### Reżyseria
| Rok       | Serial                             | Odcinki | Odcinków ogółem               |
| --------- | ---------------------------------- | --- | ----------------------------- |
| 1979–1981 | Aniołki Charliego                  | | 8                             |
| 1983–1984 | Automan                            | | 4                             |
| 1983–1985 | Matt Houston                       | | 10                            |
| 1985      | Uliczny jastrząb                   | | 1                             |
| 1985      | Finder of Lost Loves               | | 1                             |
| 1984–1986 | Simon & Simon                      | | 5                             |
| 1985–1986 | Hardcastle i McCormick             | | 6                             |
| 1985–1986 | Riptide                            | | 2                             |
| 1986      | Sledge Hammer!                     | | 1                             |
| 1986–1987 | Hunter                             | | 2                             |
| 1986–1987 | Stingray                           | | 2                             |
| 1986–1987 | Sidekicks                          | | 3                             |
| 1987–1988 | J.J. Starbuck                      | | 2                             |
| 1988      | Star Trek: Następne pokolenie      | 1x17 When the Bough Breaks | 1                             |
| 1988      | Wiseguy                            | | 1                             |
| 1988      | Mission: Impossible                | 1x03 Holograms 1x05 The Legacy | 2                             |
| 1988      | Paradise, znaczy raj               | | 1                             |
| 1989      | Słoneczny patrol                   | | 2                             |
| 1989–1990 | Booker                             | | 2                             |
| 1987–1990 | 21 Jump Street                     | | 12                            |
| 1990      | Broken Badges                      | | 2                             |
| 1991      | The 100 Lives of Black Jack Savage | 1x01 Pilot | 1                             |
| 1991      | K-9000                             | | 1                             |
| 1993      | Czarne kapelusze                   | 1x04 Family Business 1x10 Dead Man Walking 1x12 Frankie Stein | 3 (w tym 1x12 niewyemitowany) |
| 1994      | Fortune Hunter                     | | 1                             |
| 1993–1994 | Przygody Brisco County Juniora     | 1x07 No Man’s Land 1x10 Showdown 1x13 Steel Horses 1x16 Bounty Hunters' Convention 1x19 Brooklyn Dodgers 1x20 Bye Bly 1x26 High Treason Part I | 7                             |
| 1994      | Greyhounds                         | | 1                             |
| 1991–1994 | The Commish                        | | 7                             |
| 1994–1997 | M.A.N.T.I.S.                       | Through the Dark Circle Spider in the Tower Ghost of the Ice | 3                             |
| 2000      | Ryzykowna gra                      | 1x05 Reunion | 1                             |
| 1995–2002 | Z Archiwum X                       | lista | 52                            |
| 2003      | Alaska                             | film telewizyjny | 1                             |
| 2005      | Imperium                           | 1x04 The Lost Legion 1x06 The Hunt | 2                             |
| 2005      | Odległy front                      | 1x08 Situation Normal | 1                             |
| 2005–2008 | Nie z tego świata                  | 1x03 Dead in the Water 1x08 Bugs 1x11 Scarecrow 1x16 Shadow 1x22 Devil's Trap 2x01 In My Time of Dying 2x04 Children Shouldn't Play with Dead Things 2x06 No Exit 2x13 Houses of the Holy 2x17 Heart 2x22 All Hell Breaks Loose: Part 2 3x01 The Magnificent Seven 3x07 Fresh Blood 3x11 Mystery Spot 3x16 No Rest for the Wicked 4x01 Lazarus Rising 4x04 Metamorphosis | 17                            |

#### Produkcja
- 1993–2002: Z Archiwum X (The X-Files)